# Campodorus monticola
Campodorus monticola är en stekelart som först beskrevs av Holmgren 1857.  Campodorus monticola ingår i släktet Campodorus och familjen brokparasitsteklar. Inga underarter finns listade.